# Partecipanti ai Campionati del mondo di ciclismo su strada 2008 - Gara in linea maschile Under-23
Elenco dei partecipanti alla Gara in linea maschile Under-23 dei Campionati del mondo di ciclismo su strada 2008.
Al via erano schierati 170 corridori in rappresentanza di 43 nazioni. Di questi 109 portarono a termine la gara mentre 61 si ritirarono.

## Corridori per squadra
R: indica un corridore ritirato.
| Portogallo  | Portogallo                 | Portogallo  | Polonia       | Polonia               | Polonia       | Argentina  | Argentina                 | Argentina  |
| ----------- | -------------------------- | ----------- | ------------- | --------------------- | ------------- | ---------- | ------------------------- | ---------- |
| 1           | Joao Benta                 | R           | 79            | Pawel Cieslik         | 28º           | 134        | Gaston Aguero             | 94º        |
| 2           | Henrique Casimiro          | R           | 80            | Adrian Honkisz        | R             | 135        | Gustavo Francisco Borcard | R          |
| 3           | Rui Costa                  | 5º          | 81            | Jarosław Marycz       | 57º           | 136        | Gustavo Alberto Lopez     | 95º        |
| 4           | Marco Cunha                | R           | 82            | Lukasz Modzelewski    | R             |            |                           |            |
| 5           | César Fonte                | R           | 83            | Maciej Paterski       | 18º           |            |                           |            |
| 6           | Vitor Rodrigues            | 69º         |               |                       |               |            |                           |            |
| Italia      | Italia                     | Italia      | Lettonia      | Lettonia              | Lettonia      | Austria    | Austria                   | Austria    |
| 10          | Stefano Borchi             | 45º         | 84            | Herberts Pudans       | 37º           | 137        | Stefan Denifl             | 35º        |
| 11          | Damiano Caruso             | 10º         | 85            | Gatis Smukulis        | R             | 138        | Martin Schöffmann         | 15º        |
| 12          | Adriano Malori             | 55º         | 86            | Martins Trautmanis    | 72º           | 139        | Daniel Schorn             | 76º        |
| 13          | Daniel Oss                 | 8º          |               |                       |               | 140        | Christoph Socholl         | 68º        |
| 14          | Stefano Pirazzi            | 67º         |               |                       |               |            |                           |            |
| 15          | Simone Ponzi               | 2º          |               |                       |               |            |                           |            |
| Francia     | Francia                    | Francia     | Costa Rica    | Costa Rica            | Costa Rica    | Iran       | Iran                      | Iran       |
| 13          | Jocelyn Bar                | R           | 87            | Andrey Amador         | 49º           | 141        | Hossein Alizadeh          | 101º       |
| 14          | Maxime Bouet               | 84º         | 88            | Gregory Obando        | 83º           | 142        | Hamed Jannat              | 93º        |
| 15          | Rémi Cusin                 | R           | 89            | José Vega             | 103º          | 143        | Olamaei Mahdi             | 108º       |
| 16          | Tony Gallopin              | R           |               |                       |               | 144        | Hossein Nateghi           | R          |
| 17          | Cyril Gautier              | 6º          |               |                       |               |            |                           |            |
| 18          | Blel Kadri                 | R           |               |                       |               |            |                           |            |
| Belgio      | Belgio                     | Belgio      | Gran Bretagna | Gran Bretagna         | Gran Bretagna | Romania    | Romania                   | Romania    |
| 19          | Jan Bakelants              | 53º         | 90            | Jonathan Bellis       | 77º           | 145        | Andrei Nechita            | R          |
| 20          | Thomas De Gendt            | R           | 91            | Alex Dowsett          | R             |            |                           |            |
| 21          | Ben Hermans                | 11º         | 92            | Peter Kennaugh        | R             |            |                           |            |
| 22          | Klaas Lodewyck             | R           | 92            | Jonathan McEvoy       | 88º           |            |                           |            |
| 23          | Nikolas Maes               | 14º         | 94            | Ben Swift             | 4º            |            |                           |            |
| 24          | Romain Zingle              | 41º         |               |                       |               |            |                           |            |
| Germania    | Germania                   | Germania    | Canada        | Canada                | Canada        | Venezuela  | Venezuela                 | Venezuela  |
| 25          | John Degenkolb             | 3º          | 95            | Ryan Anderson         | R             | 146        | Carlos Gálviz             | R          |
| 26          | Simon Geschke              | 31º         | 96            | Eric Boily            | 80º           | 147        | Jonathan Monsalve         | R          |
| 27          | Dominic Klemme             | 13º         | 97            | Joel Dion-Poitras     | R             |            |                           |            |
| 28          | Dominik Nerz               | 65º         | 98            | David Veilleux        | R             |            |                           |            |
| 29          | Martin Reimer              | R           | 99            | Dave Vickets          | R             |            |                           |            |
| 30          | Paul Voss                  | 51º         |               |                       |               |            |                           |            |
| Slovenia    | Slovenia                   | Slovenia    | Lussemburgo   | Lussemburgo           | Lussemburgo   | Malesia    | Malesia                   | Malesia    |
| 31          | Andi Bajc                  | 33º         | 100           | Ben Gastauer          | 50º           | 148        | Muhammad Ahmad Lutfi      | R          |
| 32          | Dejan Bajt                 | R           |               |                       |               | 149        | Anuar Manan               | R          |
| 33          | Blaz Furdi                 | 30º         |               |                       |               |            |                           |            |
| 34          | Kristjan Koren             | 47º         |               |                       |               |            |                           |            |
| 35          | Marko Kump                 | R           |               |                       |               |            |                           |            |
| 36          | Gasper Svab                | R           |               |                       |               |            |                           |            |
| Danimarca   | Danimarca                  | Danimarca   | Svizzera      | Svizzera              | Svizzera      | Ecuador    | Ecuador                   | Ecuador    |
| 37          | Andreas Frisch             | 56º         | 101           | Laurent Beuret        | 24º           | 150        | José Bone Leon            | 27º        |
| 38          | Rasmus Guldhammer          | 12º         | 102           | Tobias Eggli          | 79º           | 151        | Francisco Cazar Espinosa  | R          |
| 39          | Jonas Aaen Jørgensen       | R           | 103           | Elias Schmaeh         | 16º           |            |                           |            |
| 40          | Niki Ostergaard            | 22º         | 104           | Julien Taramarcaz     | R             |            |                           |            |
| 41          | Troels Vinther             | 26º         | 105           | Marcel Wyss           | 36º           |            |                           |            |
| Russia      | Russia                     | Russia      | Colombia      | Colombia              | Colombia      | Brasile    | Brasile                   | Brasile    |
| 42          | Pavel Kochetkov            | 29º         | 106           | Winner Anacona        | R             | 152        | Rafael Andriato           | 75º        |
| 43          | Dmitry Kosyakov            | 23º         | 107           | Fabio Duarte          | 1º            | 153        | Roger Ferraro             | R          |
| 44          | Alexei Kunshin             | 19º         | 108           | Jarlinson Pantano     | 81º           | 154        | Carlos Manarelli          | 59º        |
| 45          | Aleksandr Porsev           | 86º         | 109           | Ramiro Rincon         | R             | 155        | Gideoni Monteiro          | 104º       |
| 46          | Egor Silin                 | 7º          | 110           | Jaime Suaza           | 97º           |            |                           |            |
| Australia   | Australia                  | Australia   | Spagna        | Spagna                | Spagna        | Irlanda    | Irlanda                   | Irlanda    |
| 47          | Simon Clarke               | 21º         | 111           | Jonathan Castroviejo  | 71º           | 156        | Daniel Martin             | 58º        |
| 48          | Mitchell Docker            | 78º         | 112           | Ángel Madrazo         | R             | 157        | Ronan Mc Laughlin         | 90º        |
| 49          | Cameron Meyer              | 34º         | 113           | Rafael Valls          | 85º           | 158        | Connor McConvey           | R          |
| 50          | Travis Meyer               | 32º         |               |                       |               |            |                           |            |
| 51          | Wesley Sulzberger          | 70º         |               |                       |               |            |                           |            |
| Paesi Bassi | Paesi Bassi                | Paesi Bassi | Nuova Zelanda | Nuova Zelanda         | Nuova Zelanda | Kazakistan | Kazakistan                | Kazakistan |
| 52          | Michel Kreder              | 107º        | 114           | Clinton Avery         | R             | 159        | Dmitrij Gruzdev           | R          |
| 53          | Rob Ruijgh                 | 60º         | 115           | Alex Meenhorst        | 62º           | 160        | Nazar Žumabekov           | 109º       |
| 54          | Ricardo van der Velde      | R           | 116           | Michael Torckler      | R             | 161        | Evgenij Nepomnjaščij      | 91º        |
| 55          | Dennis van Winden          | 9º          |               |                       |               |            |                           |            |
| 56          | Coen Vermeltfoort          | 92º         |               |                       |               |            |                           |            |
| Ucraina     | Ucraina                    | Ucraina     | Uzbekistan    | Uzbekistan            | Uzbekistan    | Svezia     | Svezia                    | Svezia     |
| 57          | Vitalij Buc                | 54º         | 117           | Azizbek Abdurahimov   | R             | 162        | Andreas Linden            | R          |
| 58          | Anatolij Kaštan            | R           | 118           | Ruslan Karimov        | 42º           | 163        | Johan Lindgren            | R          |
| 59          | Mychajlo Kononenko         | 89º         | 119           | Temur Mukhamedov      | 106º          | 164        | Patrik Moren              | 46º        |
| 60          | Oleh Opryško               | R           | 120           | Eldar Mukmenov        | 73º           |            |                           |            |
| 61          | Oleksandr Polivoda         | 61º         | 121           | Vadim Shaekhov        | 66º           |            |                           |            |
| Stati Uniti | Stati Uniti                | Stati Uniti | Moldavia      | Moldavia              | Moldavia      | Croazia    | Croazia                   | Croazia    |
| 62          | Chris Barton               | R           | 122           | Oleg Berdos           | 20º           | 165        | Kristijan Đurasek         | R          |
| 63          | Chad Beyer                 | 39º         | 123           | Sergiu Cioban         | R             | 166        | Luka Grubic               | R          |
| 64          | Kirk Carlsen               | 96º         | 124           | Victor Mironov        | R             | 167        | Robert Kišerlovski        | 44º        |
| 65          | Peter Stetina              | 52º         |               |                       |               | 168        | Marijan Perkovic          | R          |
| 66          | Tejay van Garderen         | 25º         |               |                       |               |            |                           |            |
| Estonia     | Estonia                    | Estonia     | Norvegia      | Norvegia              | Norvegia      | Serbia     | Serbia                    | Serbia     |
| 67          | Sander Maasing             | 38º         | 125           | Alexander Kristoff    | 17º           | 169        | Aleksandar Đukić          | R          |
|             |                            |             | 126           | Vegard Stake Laengen  | 48º           | 170        | Gabor Kasa                | 98º        |
|             |                            |             | 127           | Christer Rake         | 99º           |            |                           |            |
|             |                            |             | 128           | Sondre Sörtveit       | 87º           |            |                           |            |
| Sudafrica   | Sudafrica                  | Sudafrica   | El Salvador   | El Salvador           | El Salvador   |            |                           |            |
| 68          | John-Lee Augustyn          | 40º         | 129           | Mario Contreras       | 82º           |            |                           |            |
| 69          | Jacques Janse Van Rensburg | 64º         |               |                       |               |            |                           |            |
| 70          | Johann Rabie               | R           |               |                       |               |            |                           |            |
| 71          | Siphiwe Sowella            | R           |               |                       |               |            |                           |            |
| 72          | Jay Robert Thomson         | R           |               |                       |               |            |                           |            |
| 73          | Jacobus Venter             | 43º         |               |                       |               |            |                           |            |
| Lituania    | Lituania                   | Lituania    | Algeria       | Algeria               | Algeria       |            |                           |            |
| 74          | Marius Bernatonis          | 105º        | 130           | Abdelkader Belmokhtar | R             |            |                           |            |
| 75          | Mantas Bliakevicius        | 63º         | 131           | Abdellah Ben Youceff  | R             |            |                           |            |
| 76          | Gediminas Kaupas           | R           | 132           | Hichem Chabane        | 100º          |            |                           |            |
| 77          | Marius Kukta               | 102º        | 133           | Redhouane Chabane     | R             |            |                           |            |
| 78          | Tomas Mice                 | 74º         |               |                       |               |            |                           |            |